# Nomasu Nakaguma
Nomasu Nakaguma også kaldet Naomasa eller Tadamasu Nakaguma,(18. juli 1893 - 7. november 1942) var oberst i den kejserlige japanske hær i Stillehavskrigen under 2. verdenskrig. Under det strategisk vigtige slag om Guadalcanal, havde Nakaguma kommandoen over den 3. infanteridivisions 4. infanteriregiment. Under kampene ved Matanikau og det afgørende japanske nederlag i slaget om Henderson Field i oktober 1942 led hans regiment store tab. Hans regiment led yderligere tab under Matanikau-offensiven i november 1942. På eller omkring den 7. november 1942 blev Nakaguma dræbt af amerikansk artilleriild.

### Web
- Hough, Frank O.; Ludwig, Verle E.; Shaw, Henry I., Jr. "Pearl Harbor to Guadalcanal". History of U.S. Marine Corps Operations in World War II. Hentet 2006-05-16.
- Shaw, Henry I. (1992). "First Offensive:  The Marine Campaign For Guadalcanal". Marines in World War II Commemorative Series. Hentet 2006-07-25.
- Zimmerman, John L. (1949). "The Guadalcanal Campaign". Marines in World War II Historical Monograph. Hentet 2006-07-04.